# فهمی جدعان
فهمی جدعان (۱۹۳۹م) متفکر اردنی فلسطینی الاصل و استاد دانشگاه‌های اردن و کویت است. که نظریات مهمی پیرامون اسلام سیاسی ارایه کرده‌است.

## تحصیلات
او در سال ۱۹۶۸م دکترای فلسفه خود را از دانشگاه سوربون پاریس دریافت کرد.

## سوابق
وی به عنوان استاد فلسفه و اندیشه اسلامی در دانشگاه کویت و دانشگاه‌های اردن و به عنوان رئیس تحقیقات علمی دانشگاه اردن و از سال ۱۹۸۰ تا ۱۹۸۴ عضو هیئت مدیره مؤسسه جهان عرب در پاریس بود.. او دیدگاه‌های بحث‌برانگیزی در مورد اسلام سیاسی دارد و جوایز بسیاری را از آن خود کرده‌است. وی همچنین بعنوان شخصیت برگزیده علمی سال ۲۰۱۳ اردن معرفی شد.

## آراء

### در مورد اسلام سیاسی
مسلمانان پس از استقرار دینشان در دل جهان، نیازی ندارند که زندگی خود را در این دنیا در درگیری، جنگ برنامه‌ریزی کنند. ما نیازمند «اصلاح انسان» با معنا، ارزش، اصول اخلاقی و انسانیت دلسوز هستیم. تنها با انجام این کار ما از تمدن‌های حاوی استبداد، سلطه و بردگی متمایز خواهیم شد و تنها با انجام این کار می‌توانیم نمونه ای برای دیگران باشیم. تنها با این کار ما، فرزندانمان و مردم ما به خوبی، خوشبختی، رفاه، آرامش و امنیت دست می‌یابند، نه عذاب، آزمایش مداوم و وضعیت اسفبار. ایمان پارسا، دلسوز، ارتباطی، و عادلانه، راه رستگاری است، نه «ایمان مستعالی» که با وسوسه‌های انحصار طلبی، قدرت پرستی، استبداد و جدایی پر است.
به نظر او «اسلام سیاسی» یک «بدعت» ایدئولوژیک است که از احزاب سیاسی مدرن الگوبرداری شده‌است. به نظر او این یک انحراف آشکار از غایت‌شناسی واقعی اسلام است که یک غایت‌شناسی فرهنگی، اخلاقی است، نه یک جنبش سیاسی ماکیاولیستی که به دنبال قدرت، سلطه و طرد هر آنچه متفاوت است می‌باشد. او در کتاب خود (آزادی اسلام…) با دقت به این موضوع پرداخته‌است.
از نظر تاریخی اسلام با عقبگرد به سوی رژیمهای پادشاهی مانند حکومت بنی امیه و بنی عباس… تجربه تاریخی اسفباری را تجربه کرد. ما باید به اسلام اصیل یعنی اسلام عدل و رحمت و مصلحت، برگردیم. اسلام دین مقاصد است نه دین فقیهان که گرایش‌ها و خواسته‌ها و شرایط زمانی فقها وارد آن شده‌است. اسلام مقاصد (اهداف) چیزی بسیار فراتر از احکام جزئی، قشری و ظاهری فقهاست که با مطلق انگاری عرصه را تنگ کرده‌اند. ابن قیم جوزیه می‌گوید: هر جا حکومت عدل برقرار شود، آنجا قانون خدا برقرار است «هر دولتی که عدل و رحمت و مصلحت مردم را برقرار کند، مشروع است و با حمایت از مردم دین و عقاید آنها را نیز حفظ می‌کند. و هرگز دیگر نیازی خلافت یک فرد نداریم.»

## آثار
- محنه: مبانی پیشرفت بین متفکران اسلام در جهان مدرن عرب، چاپ اول، بنیاد عرب برای مطالعات و نشر، بیروت، ۱۹۷۹؛ چاپ ۳، دارال -شوروک، امان، ۱۹۸۸ (۶۴۶ ص).
- راه آینده: ایده‌هایی برای حال حاضر عرب، بنیاد عرب برای مطالعات و انتشار، بیروت، ۱۹۹۶ (۴۵۲ ص) قوی است.
- گذشته در حال حاضر: مطالعات در شکل‌گیری و مسیرهای تجربه فکری عرب، بنیاد عرب برای مطالعات و انتشار، بیروت، ۱۹۹۷ (۶۰۲ ص).
- نسیم زمانه: موضوعات و مذاکرات ، بنیاد عرب برای مطالعات و نشر، بیروت، ۲۰۰۲ (۹ تحقیق و مقاله، ۴۹۸ ص).
- پیرامون نجات نهایی: پیرامون وعده‌های اسلام گرایان، سکولارها و لیبرال‌ها ، انتشارات و توزیع الشروک، امان، ۲۰۰۷ (۴۰۴ ص).
- آزادی و امر قدسی: پیرامون مدرنیته و نوگرایی، بنیاد عرب برای مطالعات و انتشار، پرو
- خارج از رمه - پیرامون فمینیسم و وسوسه‌های آزادی، شبکه عرب برای تحقیق و نشر، بیروت، ۲۰۱۰ (۲۸۰ ص).
- پرنده تم: خاطراتی از خطاها و روزگار - نشر اهلیه عمان ۲۰۲۱
- معنی چیزها: در ضرورت وجود ما. ۲۰۲۳